# Aviació general

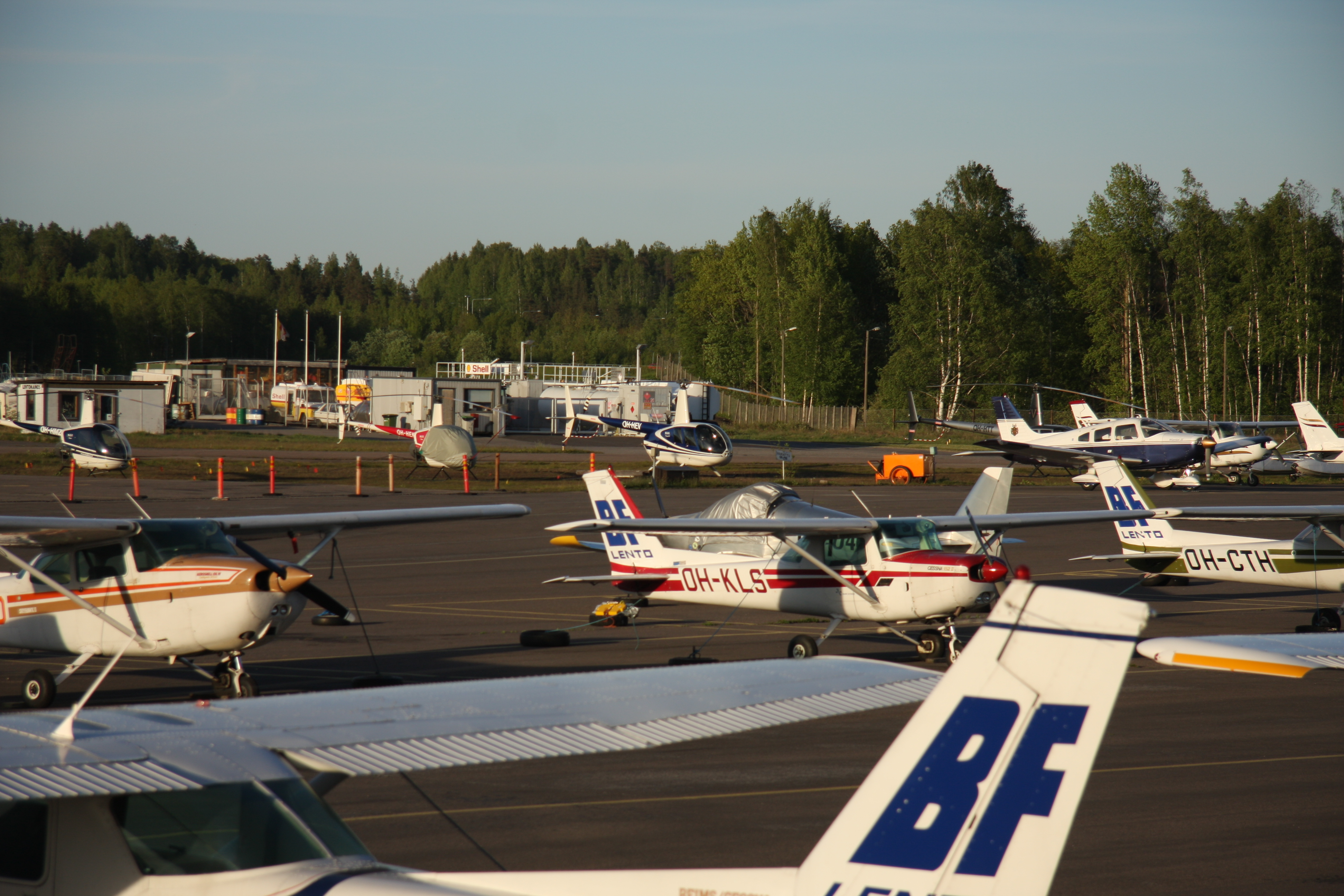
Aeronaus d'aviació general a l'aeroport de Hèlsinki-Malmi a Finlàndia

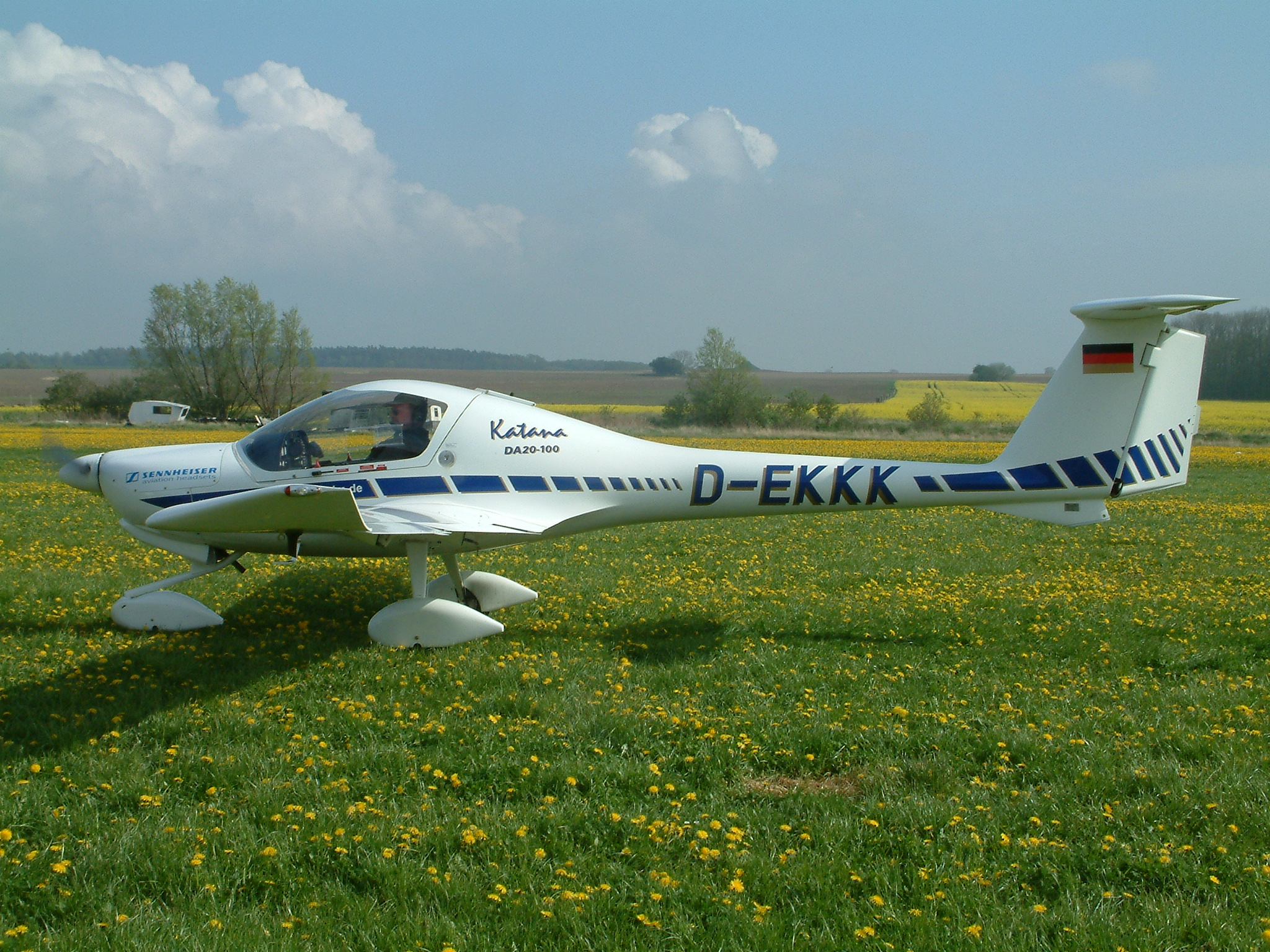
Un Diamond DA20, una avioneta d'aviació general popular en escoles de vol

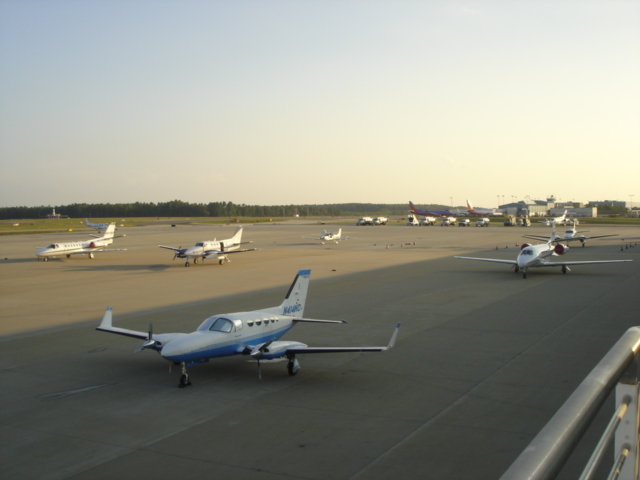
Terminal d'aviació general a l'aeroport internacional de Raleigh als Estats Units

Aviació general correspon a totes les activitats de l'aviació civil que no corresponen a les rutes establertes per les aerolínies ja siguin vols regulars o xàrter.

Aquesta categoria engloba aeronaus molt diverses, des de planadors i ultralleugers fins a avions executius a reacció, el més habituals són per això les avionetes. A nivell mundial la majoria dels vols corresponen a aquesta categoria i, de fet, la majoria d'aeroports o aeròdroms s'utilitzen només per a aviació general.
L'aviació general inclou una gran varietat de funcions: aviació esportiva, escoles de vol, taxi aeri, ambulància aèria, policials, de control i extinció d'incendis, entre d'altres.

## Impacte i magnituds
El 2016 al món hi havia unes 416.000 aeronaus d'aviació general de les quals unes 140.000 a Europa. L'any 2016 es van entregar 2.262 aeronaus per a l'aviació general a tot el món, amb un valor conjunt equivalent a 20.719 milions de dòlars.
A Catalunya hi operen unes 800 aeronaus d'aviació general (la meitat ultralleugers) que aporten uns 250 milions d'€ d'activitat econòmica.

## Regulació i legislació
La majoria d'estats disposen d'organismes que regulen l'aviació civil, incloent l'aviació general, tot seguint els estàndards i normes de l'Organització d'Aviació Civil Internacional (OACI). Així per exemple trobem la Federal Aviation Administration (FAA) als Estats Units, la Civil Aviation Authority (CAA) al Regne Unit, la Luftfahrt-Bundesamt (LBA) a Alemanya i la Transport Canada al Canadà.
A la Unió Europea l'organització responsable de la regulació de l'aviació, incloent l'aviació general, és l'Agència Europea de Seguretat Aèria (EASA). Actualment s'està realitzant diversos canvis legislatius amb l'objectiu de fomentar l'aviació general i harmonitzar les lleis dels estats membres.

## Seguretat
Les estadístiques d'accidents són aproximades degut al gran nombre d'avions i països als quals es vola. Segons dades de l'agència que supervisa la seguretat aèria als Estats Units l'accidentalitat era d'1,31 accidents amb víctimes per cada 100.000 hores de vol, comparat amb un valor de 0,016 pels vols de les aerolínies regulars.